# Tierra de guerreros
Tierra de Guerreros (título original en inglés: The Dead Lands) es una película de acción neozelandesa de 2014 dirigida por Toa Fraser. Se proyectó en la sección de Presentaciones Especiales del Festival Internacional de Cine de Toronto de 2014, donde tuvo su estreno mundial el 4 de septiembre de 2014. Fue seleccionada como la entrada de Nueva Zelanda a la Mejor película internacional en la 87.ª edición de los Premios Óscar, pero no fue nominada.

## Reparto
- James Rolleston como Hongi
- Lawrence Makoare como el guerrero
- Rena Owen como la abuela
- Te Kohe Tuhaka como Wirepa
- Xavier Horan como Rangi
- Raukura Turei como Mehe
- George Henare como Tane
- Matariki Whatarau como Tama
- Mere Boynton como Turikatuku

## Adaptación televisiva
En 2019, el servicio de transmisión de AMC Entertainment, Shudder, y TVNZ dijeron que crearían una serie de televisión basada en la película. Los dos primeros episodios de The Dead Lands se estrenaron el 23 de enero de 2020 en las plataformas de Shudder, seguidos por TVNZ poco después y luego se mostraron tanto en Shudder como en TVNZ OnDemand.